# NBA Lifetime Achievement Award
De NBA Lifetime Achievement Award was een jaarlijkse basketbalprijs uitgereikt door de National Basketball Association gegeven aan een speler die grote successen behaalde op het veld en naast het veld. De eerste winnaar was Bill Russell in 2017, daarna won Oscar Robertson en in 2019 deelden Larry Bird en Magic Johnson de prijs.

## Winnaars
| Jaar    | Speler          | Positie | Ploeg                              |
| ------- | --------------- | ------- | ---------------------------------- |
| 2016/17 | Bill Russell    | Center  | Boston Celtics                     |
| 2017/18 | Oscar Robertson | Guard   | Cincinnati Royals, Milwaukee Bucks |
| 2018/19 | Larry Bird      | Forward | Boston Celtics                     |
| 2018/19 | Magic Johnson   | Guard   | Los Angeles Lakers                 |